# Abbas, Azerbajdzjan
Abbas (azerbajdzjanska: Abbaskənd) är en ort i Azerbajdzjan. Den ligger i distriktet Şəki Rayonu, i den norra delen av landet, 260 kilometer väster om huvudstaden Baku. Abbas ligger 359 meter över havet och antalet invånare är 548.
Terrängen runt Abbas är platt åt sydväst, men åt nordost är den kuperad. Närmaste större samhälle är Sheki, 19,8 kilometer sydost om Abbas. 
Trakten runt Abbas består till största delen av jordbruksmark. Runt Abbas är det ganska glesbefolkat, med 38 invånare per kvadratkilometer.